# Douze Heures d'horloge
Pour plus de détails, voir Fiche technique et Distribution.
Douze Heures d'horloge est un film franco-allemand réalisé par Géza von Radványi et sorti en 1959.

## Synopsis
En plein 14 juillet, trois détenus, Fourbieux (Lino Ventura), Kopetsky (Laurent Terzieff) et Serge (Hannes Messemer), s'évadent en assommant un gardien. Au volant d'un camion chargé de moutons, ils arrivent au petit matin dans une petite ville portuaire, près de Toulon. Leur plan consiste à récupérer 300 000 francs autrefois confiés à une ancienne maîtresse de Kopetsky, à se procurer de faux passeports chez une connaissance de Fourbieux, une aubergiste, et à s'embarquer sur le bateau de 18 heures.
Mais les choses ne se passent pas tout à fait comme prévu. Au cours de l'évasion, Kopetsky a été gravement blessé, et il doit rester caché dans le camion, puis sur un bateau de pêche. Serge va trouver Barbara (Eva Bartok), l'ancienne maîtresse de Kopetsky, mais celle-ci, qui vit désormais avec un certain Monsieur Blanche (Gert Fröbe), n'a plus l'argent. Fourbieux obtient facilement des passeports, mais il doit encore fournir des photos, détail auquel il n'avait pas pensé.
Barbara semble avoir la solution à tous les problèmes. Pour trouver l'argent, elle décide de faire chanter un ancien amant, fiancé à une fille riche. Il se trouve aussi que Monsieur Blanche, avec qui Barbara vit, est photographe. Elle peut donc facilement faire les photos de Serge et Fourbieux. Pour celle de Kopetsky, elle se charge de trouver quelque chose de ressemblant dans un carton.
Mais de nouvelles complications surgissent. Serge et Barbara tombent amoureux l'un de l'autre, tandis que Fourbieux devient contre son gré le confident d'un gendarme malheureux.

## Fiche technique
| - Titre original français : Douze Heures d'horloge - Titre original allemand : Ihr Verbrechen war Liebe - Titre anglophone : Twelve Hours by the Clock - Réalisation : Géza von Radványi ; Paul Feyder (assistant) - Scénario : Pierre Boileau et Thomas Narcejac - Dialogues : René Lefèvre et Jean-Louis Roncoroni - Photographie : Henri Alekan - Musique : Léo Ferré - Décors : Eugène Piérac et Antoine Roman - Montage : René Le Hénaff - Production : Suzy Prim | - Sociétés de production : - France : Les Films Fernand Rivers SA, Estela Films SARL - Allemagne de l'Ouest : Transocean-Film Vasgen Badul & Co. Kg - Société de distribution : LCJ Éditions et Productions - Pays de production : France \| Allemagne de l'Ouest - Dates de tournage : du 13 octobre au 20 décembre 1958 - Lieux de tournage : La Colle-sur-Loup, Nice et Villefranche-sur-Mer dans les Alpes-Maritimes, France - Format : Noir et blanc — 35 mm — 1,37:1 — Son : mono - Genre : drame, thriller - Durée : 105 minutes - Dates de sortie : - France : 22 avril 1959 - Allemagne de l'Ouest : 10 décembre 1959 - Affiches : André Bertrand, Clément Hurel (France) |

## Distribution
- Lino Ventura : Albert Fourbieux, l'un des trois gangsters évadés
- Laurent Terzieff : Kopetsky, l'un des trois gangsters évadés
- Hannes Messemer  (VF : Bernard Dheran) : Serge, l'un des trois gangsters évadés
- Eva Bartok  (VF : Jacqueline Porel) : Barbara, l'ancienne maîtresse de Kopetsky
- Lucien Raimbourg : M. César, un cafetier
- Suzy Prim : Madame César, épouse du cafetier, ancienne du « milieu » et pourvoyeuse de faux passeports
- Gert Fröbe  (VF : Serge Nadaud) : Monsieur Blanche, photographe et faussaire
- Guy Tréjan : Armand, le gendarme
- Gil Vidal : Maurice de Tercy
- Ginette Pigeon : Lucette, la riche fiancée
- René Worms : le notaire
- Annick Allières : la Bonne de M. César
- Paul Bisciglia : Octave
- Lucien Callamand : le parrain de Lucette
- Fernand Bercher : M. de Tercy
- Alain Bouvette

## Autour du film
- La bande originale du film est l'œuvre de Léo Ferré. La chanson du générique La poisse est interprétée par Catherine Sauvage[1].